# Ormsjö kapell
Ormsjö kapell är ett kapell som tillhör Dorotea-Risbäcks församling i Luleå stift. Kapellet ligger i orten Västra Ormsjö i Dorotea kommun.

## Kapellet
Kapellet uppfördes åren 1941-1944 efter ritningar av arkitekt Richard Rodling. Byggnaden har en stomme av trä och täcks av ett sadeltak. Ytterväggarna är klädda med ljusmålad stående träpanel. På det plåtbelagda taket finns en korsförsedd öppen spira.
Kyrkorummet har innerväggar klädda med vitmålade porösa träfiberskivor. Golvet är belagt med trä.
En klockstapel är uppförd 1950.

## Inventarier
I kyrkorummet finns omålade träbänkar och en predikstol.
- Ett harmonium.